# Jorge Lamelas
Jorge Lamelas (Léon, 31 de agosto de 2006) é um ator e bailarino espanhol. Conhecido mundialmente por interpretar Francisco um dos três Pastorinhos de Fátima, no filme Fatima produzido em 2020.

## Biografia
Jorge Lamelas nasceu em Léon, Espanha, aos 11 anos, ele já era um talentoso ator, cantor e músico de teatro, atuando profissionalmente como Billy na produção de Billy Elliott no Teatro Alcalá de Madrid. Quase recusou o papel de Francisco no filme Fátima (2020), a menos que lhe fosse garantido que ainda teria o seu lugar como Billy Elliott assim que as filmagens de Fátima estivessem concluídas.
O talento de Jorge como dançarino é conhecido. Ele foi escolhido entre centenas de dançarinos para dançar no Vaticano para uma apresentação pessoal para o Papa Francisco. Jorge também é músico. Ele é um violinista, flautista e violoncelista muito talentoso, tocando todos os três instrumentos com perícia.
Jorge participou em diversos cursos para jovens intérpretes em academias consagradas como LAMDA (Londres), Julliard (Suíça) e Stage Door (Nova Iorque). Ele é falante nativo de inglês e espanhol.

## Filmografia
| Ano  | Filme                | Papel           |
| ---- | -------------------- | --------------- |
| 2022 | Voy a pasármelo bien | Dançarino       |
| 2020 | Fatima               | Francisco Marto |
| 2019 | Poms                 | Dançarino       |